# День поминовения королей Хунгов
День поминовения королей Хунгов (Giỗ tổ Hùng Vương) — вьетнамский праздник и фестиваль, день памяти королей Хунгов, по легенде, первых вьетских правителей. Этот праздник проходит десятого марта по лунному календарю.
По-вьетнамски «Giỗ tổ Hùng Vương» означает «день поминовение хунгвыонгов», но он не привязан к реальным датам. Официально праздник отмечается с 2007 года, основные церемонии и праздничные мероприятия проходят в комплексе храмов, посвящённых хунгвыонгам в Футхо.
Хунгвыонги во Вьетнаме считаются основателями страны Ванланг — первого государственного образования древних вьетов, которая существовала в бронзовом веке порядка двух тысяч лет до нашей эры. Короли Хунги являются полумифологическими героями и почитаются.
В этот день вьетнамцы приезжают со всей страны к Храму королей Хунгов, чтобы помолиться, посмотреть традиционные игры, послушать традиционную музыку.